# Marea Moschee din Mopti
Marea Moschee din Mopti sau Moscheea Komoguel este o moschee din orașul Mopti, Mali. Aceasta este una dintre celebrele moschei africane construite în stil sudano-sahelian, având ca material de bază argila.

## Istorie și arhitectură

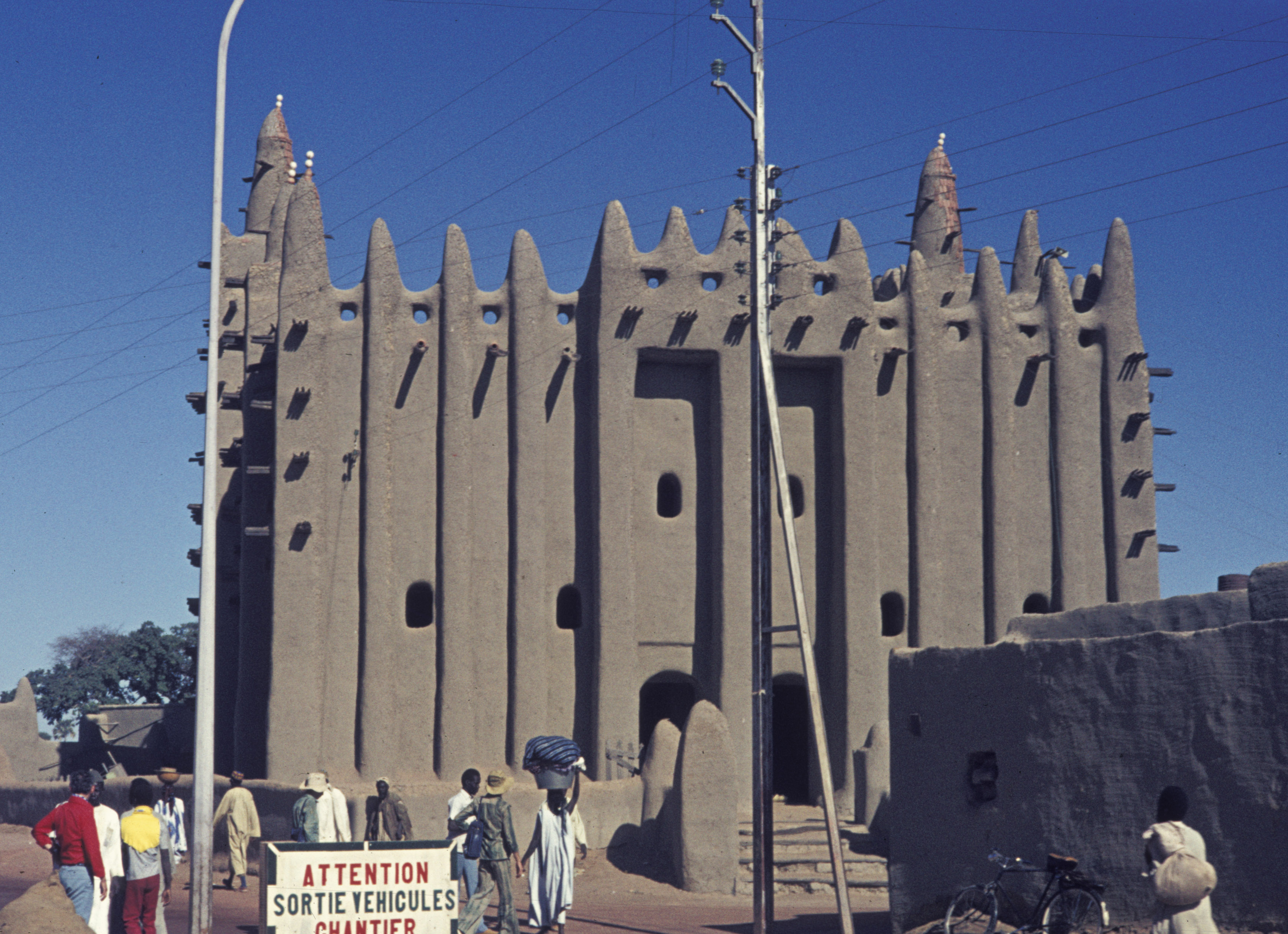
Intrarea principală.

Marea Moschee din Mopti a fost construită pentru prima oară în anul 1908. Edificiul a fost reconstruit între anii 1936-1943 de către Aga Khan Development Network. Stilul arhitectural ales a fost cel sudano-sahelian, moschea având drept model vechile moschei medievale, mai ales Marea Moschee din Djené. De-a lungul timpului a suferit mai multe restaurări în 1978, 2004 și 2006. Tot în această perioadă a devenit monument de importanță națională, mai ales în domeniul turismului.